# 中村吉松
中村 吉松（なかむら きちまつ、1900年12月27日 - 1944年6月2日）は、日本の俳優である。本名：遠藤 吉松（えんどう きちまつ）。

## 来歴
1900年（明治33年）1月、東京府東京市本所区に生まれる。ただし同時代資料である『日本映画俳優名鑑 昭和九年版』の「中村吉松」の項には「1900年（明治33年）12月27日」生まれである旨の記述が存在する。
1921年（大正10年）、国際活映に出演していた實川莚十郎の一座で阪東妻三郎（阪妻）と知り合う。やがて活動写真の下廻りばかりで面白くなくなった阪妻に募られ、片岡松花と3人で撮影所を飛び出す。阪妻を座頭に、「東京大歌舞伎 阪東妻三郎一座」の看板で「タンカラ芝居」（東京近郊を巡業する村芝居）に出る。出し物は一番目が「ひらがな盛衰記」、二番目が「本朝二十四孝」の御殿だった。前景気も良く、「阪東妻三郎大一座」は上州辺りをドサ廻りし、始めは大入り大受けだった。1922年（大正11年）、仕打ちの失敗から「阪東妻三郎大一座」が解散、1923年（大正12年）2月、新設のマキノ・プロダクションに阪妻、片岡松花の3人で入社。剣戟映画で悪役として定評を得るようになる。
1925年（大正14年）8月、阪妻が阪東妻三郎プロダクションを京都太秦に設立。マキノを辞め、同プロに入社。無二の友として、独立した阪妻を支える。しかし以後、阪妻の名声は旭日昇天の勢いとなっていくのに反し、阪妻から受ける友人としての信頼と、役回りの隔たりに、次第に不安と迷いを生じていった。1927年（昭和2年）11月、『砂繪呪縛』の撮影半ばに、阪妻プロを離脱、市川右太衛門プロダクションに入社している。1928年（昭和3年）8月26日、阪妻プロへ復帰。阪妻太秦時代が最も精彩を放った時期と言われる。
1930年（昭和5年）、阪妻プロが解散。志賀靖郎、森静子始め大半の助演俳優とともに松竹下加茂撮影所へ移籍した。林長二郎の悪役助演を務める。1933年（昭和8年）、映画界がオールトーキーの時代に入ると、吉松は発声映画に対処できず端役に回るようになる。1935年（昭和10年）、阪妻プロ谷津スタジオで『砂繪呪縛・森尾重四郎』がリメイクされる際に、不遇になった吉松を阪妻がわざわざ下加茂から抜擢（）し、「鳥羽勘蔵」の大役に迎えた。しかし精彩は見られず、やがてトーキーの波に没していった。
1944年（昭和19年）、日華合作映画『狼火は上海に揚る』の中国ロケに動向。ロケ先の上海で病死した。満44歳没。同作の撮影で月形龍之介、石黒達也らと上海ロケが決まったとき、吉松は阪妻にぜひ上海ロケに連れて行ってくれとせがんだ。阪妻が役もないし持病もあるから無理するなと断ると、いつもはおとなしく気が弱い吉松がどうしてもと聞き入れない。困った阪妻は個人的付き人として監督の稲垣浩に同行を求め、仕事とは関係なく同行したが、結局吉松は上海で持病が悪化、病院に担ぎ込まれたがすでに手遅れだった。阪妻は自分の血を吉松に輸血したが足りず、月形も血を提供したが助からなかった。病院で息を引き取った吉松の枕元で阪妻は「馬鹿ッ! 吉松の馬鹿が……こんな処で死んでしまいおって」と怒ったように怒鳴ったが、稲垣は「その激しい言葉の裏に吉松に対する純粋な妻さんの深い愛情を感じて胸を突かれた思いがした」と語っている。同作は同年12月28日、映画配給社の配給・白系で公開され、吉松は「船頭」役でクレジットされた。

## 人物像
役柄とは正反対の好人物で、環歌子は「悪役では吉ちゃんが一番、それでいてあんないい人はいない。吉ちゃんにはどんなことでも話せた」と述懐している。『砂繪呪縛』は日活、マキノ、東亜と各社競作だったが、阪妻プロは提携の松竹から一人の応援も受けずに互角の勝負をした。その阪妻映画の助演陣の筆頭は吉松であり、阪妻とは無名時代から行動を共にしてきた無二の友だった。
稲垣浩によると吉松は「書生っぽい無類の好人物」だったが、盲腸の手術に失敗して傷口が癒着してから激しい動きができなくなった。その上、役柄に似ず声質が細く、腹に力が入らないためセリフも弱弱しく、トーキー時代は不遇になった。それでも阪妻は昔に変わらず何くれとなくよく面倒を見ていた。